# Conteúdo digital

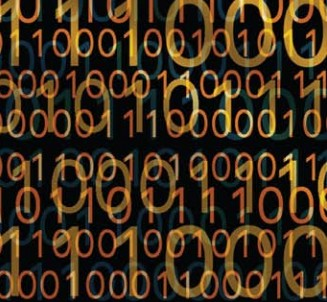
O código binário representa instruções de processador de texto ou computador que criam conteúdo digital

Conteúdo digital é qualquer conteúdo que exista na forma de dados digitais. Também conhecida como mídia digital, o conteúdo digital é armazenado em formato digital ou analógico em formatos específicos. As formas de conteúdo digital incluem informações transmitidas digitalmente, transmitidas por streaming ou contidas em arquivos de computador. Visto de forma restrita, o conteúdo digital inclui tipos de mídia populares, enquanto uma abordagem mais ampla considera qualquer tipo de informação digital (por exemplo, previsões do tempo atualizadas digitalmente, mapas GPS e assim por diante) como conteúdo digital.
O conteúdo digital aumentou à medida que mais famílias acessaram a internet. O acesso expandido tornou mais fácil para as pessoas receberem notícias e assistirem TV online, desafiando a popularidade das plataformas tradicionais. O aumento do acesso à Internet também levou à publicação em massa de conteúdo digital por meio de indivíduos na forma de e- books, postagens em blogs e até postagens no Facebook.

## História
No início da Revolução Digital, os computadores facilitaram a descoberta, recuperação e criação de novas informações em todos os campos do conhecimento humano. À medida que a informação se tornou cada vez mais acessível, a Revolução Digital também facilitou a criação de conteúdo digital. Apesar de uma evolução para a tecnologia digital, que ocorreu em algum lugar entre o final dos anos 1950 e 1970, a distribuição de conteúdo digital não começou até o final dos anos 1990 com o aumento da popularidade da internet.
Antigamente, o conteúdo digital era distribuído especialmente por meio de computadores e a internet, porém os métodos de distribuição estão mudando rapidamente à medida que a revolução digital traz novos canais, como aplicativos móveis e eBooks. Essas novas tecnologias criarão desafios para os criadores de conteúdo, pois determinam o melhor canal para levar conteúdo aos seus consumidores.

## Tipos de conteúdo digital
Os tipos abrangem:
- Vídeo: Os tipos de conteúdo de vídeo incluem vídeos caseiros, vídeos de música, programas de TV e filmes. Muitos deles podem ser visualizados em sites como YouTube, Hulu, CBS All Access, Disney+, HBO Max e assim por diante, nos quais pessoas e empresas podem postar conteúdo. No entanto, muitos filmes e programas de televisão não estão disponíveis gratuitamente legalmente, mas podem ser adquiridos em sites como iTunes e Amazon.
- Áudio: A música é a forma mais comum de áudio. O Spotify surgiu como uma maneira popular de as pessoas ouvirem música pela Internet ou pela área de trabalho do computador. O conteúdo digital na forma de música também está disponível através do Pandora e do last.fm, que permitem aos ouvintes ouvir música online gratuitamente.
- Imagens: O compartilhamento de fotos e imagens é outro exemplo de conteúdo digital. Sites populares usados para esse tipo de conteúdo digital incluem Imgur, onde as pessoas compartilham fotos criadas por eles mesmos, Flickr, onde as pessoas compartilham seus álbuns de fotos e DeviantArt, onde as pessoas compartilham suas obras de arte. Aplicativos populares usados para imagens incluem Instagram e Snapchat .
- Histórias visuais: Histórias são um novo tipo de conteúdo digital que foi introduzido pelo Snapchat. Desde então, as histórias como formato foram introduzidas em algumas outras plataformas, como Facebook e Linkedin. Em 2018, o Google lançou o AMP Stories, que fornece aos editores de conteúdo um formato focado em dispositivos móveis para fornecer notícias e informações como histórias visualmente ricas e acessíveis. As histórias AMP podem ser criadas facilmente sem codificação com plataformas de editor, como Ampstor .
- Texto: Tipo de conteúdo digital que está disponível em formato de texto ou escrito. Sitíos de blogues que armazenam dados em formato textual.

### Conteúdo digital pago
Para ter acesso a mais produtos digitais premium exclusivos, os consumidores geralmente precisam pagar uma taxa inicial pelo conteúdo digital ou uma taxa baseada em assinatura.
- Vídeo: Muitos vídeos licenciados, como filmes e programas de televisão, exigem dinheiro para serem visualizados ou baixados. Os serviços populares usados por muitos incluem a gigante de streaming Netflix e o serviço de streaming da Amazon, bem como um aviso recente divulgado pela plataforma de vídeo online YouTube.
- Áudio: Embora as músicas possam ser transmitidas gratuitamente, geralmente para baixar a maioria das músicas licenciadas, os consumidores precisam comprar músicas em lojas da web, como o popular iTunes. No entanto, o Spotify Premium está surgindo como um novo modelo de compra de conteúdo digital na web: os consumidores pagam uma taxa mensal para streaming e download ilimitados da biblioteca de músicas do Spotify.

De acordo com um relatório feito pela IHS Inc. em 2013, os gastos globais do consumidor em conteúdo digital cresceram para mais de US$ 57 bilhões em 2013, um aumento de quase 30% em relação aos US$ 44 bilhões em 2012. Nos últimos anos, os EUA sempre foram líderes em gastos do consumidor com conteúdo digital, mas a partir de 2013, muitos países surgiram com grandes gastos do consumidor. O gasto digital total per capita da Coreia do Sul agora é maior que o dos EUA.

### Conteúdo digital não comprável
Nem todo conteúdo digital pode ser adquirido e é simplesmente qualquer coisa publicada digitalmente. Isso inclui:
- Notícias: nos últimos anos, os jornais tentaram expandir seus leitores criando acesso aos seus jornais digitalmente. Em 2012, 39% dos leitores aprenderam sobre notícias em formatos online, tornando as notícias uma forma predominante de conteúdo digital.[9]
- Anúncios: à medida que os consumidores de mídia usam cada vez mais formatos digitais para assistir TV, verificar o clima e pesquisar conteúdo, os anúncios mudaram para formas digitais para acompanhar sua audiência. Os anúncios agora estão sendo feitos digitalmente e colocados em sites que vão do Facebook ao YouTube.[10]
- Perguntas e respostas: esses sites são um tipo de fórum da Internet onde as pessoas podem postar perguntas que desejam responder ou fornecer respostas a consultas anteriores. Com milhões de perguntas postadas todos os dias, qualquer pessoa pode criar conteúdo nesses sites, portanto, as informações fornecidas podem não ser 100% confiáveis ou precisas. Sites populares incluem Yahoo! Respostas, WikiAnswers e Quora.
- Mapeamento da Web: sites como MapQuest e Google Maps fornecem aos usuários conteúdo de mapas. Esses sites oferecem às pessoas a capacidade de procurar rapidamente a localização de um ponto de referência e criar rotas para um destino. Os mapas online são uma forma de conteúdo gratuito fornecido por empresas como Google e AOL, servindo como alternativas muito mais eficientes ao tradicional Thomas Guide.

## Implicações comerciais

### Empresas digitais
Os negócios de conteúdo digital podem incluir notícias, informações e entretenimento distribuídos pela Internet e consumidos digitalmente por consumidores e empresas. Com base na receita, os principais negócios digitais são classificados como Google, China Mobile, Bloomberg, Reed Elsevier e Apple. As 50 empresas com maior receita estão divididas entre as que oferecem conteúdo digital gratuito e pago, mas essas 50 maiores empresas combinadas geram receita de US$ 150 bilhões.
Programas de Oportunidades Educacionais, como o Macaulay Honors College da CUNY em seu laboratório de novas mídias, gerenciado pelo profissional industrial Robert Small, foi criado para treinar e apresentar os alunos às várias disciplinas da indústria de conteúdo digital. O objetivo é oferecer informações e acesso a oportunidades de trabalho profissional. Eles também exploram dentro de uma incubadora como criar negócios e start ups no mundo do conteúdo digital. Existem muitos eventos educacionais em apoio à escolha do conteúdo digital como carreira.